# 小行星1209
小行星1209（1209 Pumma）是一颗围绕太阳公转的小行星。1927年4月22日，卡爾·威廉·萊茵姆特在海德堡发现了此天体。
該小行星以德國天文學家阿爾布萊希特·卡爾斯泰特（Albrecht Kahrstedt）的姪女的暱稱普瑪（Pumma）命名。
这颗小行星的绝对星等为177.8635173240195等。